# Шишманово (област Хасково)
Вижте пояснителната страница за други значения на Шишманово.
Шишманово е село в Южна България. То се намира в община Харманли, област Хасково. Името на селото до 1903 година е Хасобас.

## География
Шишманово е село в Хасковска област, Харманлийска община, в долината на р. Марица, на 12 км северно от Харманли, но по пътя през с. Българин. Отглеждат се тютюн, зърнени култури, овце, говеда. Има три микроязовира. Ежедневни трудови пътувания и автобусни връзки с Харманли. (съгласно „Географски речник на България“, 1980 г., Николай Мичев и колектив).
Селото по черен път е на около 5 км северно от Харманли, но между тях е р. Марица и преди години се е минавало с голяма лодка (гемия). Сега с кола се минава през с. Българин. Според таблица за броя на населението на отделните села към Харманлийска община, изготвена и публикувана на 3 август 2007 г., с. Шишманово е на първо място с 895 жители.

## История
Селото е в пределите на Република България от 1885 година. Преди Освобождението на България от османска власт се е казвало Хасабас.
През 1903 година с указ 370/26.07.1903 г. е преименувано на село Шишманово. Селото се състояло от три махали: първата се казвала-Чатаклъ юрт, днес няма останки от нея. Втората се е казвала-Дюз тарла, в тази махала се намирала и мелницата на река Марица. Местността се намира близо до Пеньовия кладенец. Според преданията тези части са обезлюдени поради чума, а третата махала е днешното село Шишманово.
Селото се сформира от преселници от селата Златидол, Овчарово и Българин. Един от известните родове от Златидол са Пирозовите и др. От Овчарово-Койнови, Чолаковите, а от Българин-Канаклиици, Карагюровите, Русевите и много др.
След Освобождението на България от османска власт, в Шишманово е построена първата административна сграда с четири стаи. Там се е помещавало и училището. Били докарани учители от Северна България. Кмет на селото е бил Жечо Тонев Недялков. По това време се правели молебени за дъжд, на които е присъствал и свещеник от съседните села.
В селото не е имало църква, но е имало камбанария. На Гергьовден хората са пекли агнета за здраве и берекет, също така са празнували Великден и Коледа.

## Редовни събития
Селото има годишен селски събор на 24 май – деня на българската култура и славянската азбука.